# Можливо завтра (1932)
«Можливо завтра» — до недавнього втрачений український фільм, знятий в 1932 році на студії «Українфільм»

## Сюжет
Кінець 1920-х років, в Європі криза, на складах Лондона, Парижа, Нью-Йорка та Берліна гора непроханих товарів. Майже всі без роботи, виходять багато демонстрантів які хочуть хліба, поліція їх розганяє. Лише воєнні заводи працюють майже цілодобово. Нацисти нападають на СРСР тому багато робітників вступають до червоної армії. Над радянським містом з'являються ворожі літаки які скидають снаряди, по вулицям ідуть колони пам'яті жертв війни. У кінці фільму червоноармієць звертається до нас зі словами бути готовим до війни.

## Цікаві факти
На наступний рік після цього фільму НСДАП в 1933 влаштовують переворот, фільм передбачив війну.